# Міхал Мартін
Міхал Мартін (ірландська вимова: [ˈmʲiːçaːl̪ˠ]) (ірл. Mícheál Ó Máirtín, англ. Micheál Martin; нар. 1 серпня 1960, Корк) — ірландський політик, прем'єр-міністр Ірландії 27 червня 2020 — 17 грудня 2022 рр. та з 23 січня 2025 року. Заступник прем'єр-міністра, міністр закордонних справ та міністр оборони Ірландії з 17 грудня 2022 року по 23 січня 2025 року.

## Життєпис
Здобув освіту в Національному університеті.
Мартін є членом Дойл Ерен з 1989 року. Він був мером Корка з 1992 по 1993 рік.
Працював міністром освіти і науки з 1997 по 2000 рік. Міністр охорони здоров'я та дітей з 2000 по 2004 рік.
Обіймав посаду міністра підприємництва, торгівлі та зайнятості з 2004 по 2008 рік.
Міністр закордонних справ з 2008 по 2011 рік.
Лідер партії «Фіанна Файл» з 2011 року. Був лідером опозиції з 2011 до 2020 року.
Прем'єр-міністр Ірландії з 27 червня 2020 до 17 грудня 2022. 17 грудня 2022 року в межах коаліційної угоди на цій посаді його змінив Лео Варадкар, а Мартін обійняв його посаду заступника прем'єр-міністра. Мартін також отримав посади міністра закордонних справ Ірландії та міністра оборони.
23 січня 2025 року Дойл Ерен проголосував за надання Міхола Мартіна повноваженнями прем'єр-міністра (95 голосів «за», 76 - «проти») . У той же день затверджено персональний склад уряду.

## Нагороди
- Орден князя Ярослава Мудрого II ст. (Україна, 4 вересня 2023) — за вагомий особистий внесок у зміцнення міждержавного співробітництва, підтримку державного суверенітету та територіальної цілісності України, популяризацію Української держави у світі[6]